# A Looking in View
«A Looking in View» (укр. Погляд у дверне вічко) — пісня американського рок-гурту Alice in Chains, промосингл з альбому Black Gives Way to Blue (2009).

## Історія запису
Пісня «A Looking in View» увійшла до альбому Black Gives Way to Blue, який вийшов у 2009 році й став першою студійною роботою рок-гурту Alice in Chains після смерті вокаліста Лейна Стейлі. 2005 року музиканти вперше возз'єдналися на сцені після довгої перерви, за рік знайшли постійну заміну солісту в особі Вільяма Дюваля, 2007 року провели масштабний концертний тур з Velvet Revolver та 2008 року розпочали роботу над новим альбомом. «У нас не було лейбла, не було дедлайну, не було зовнішнього порядку денного, не було нікого, перед ким треба було б звітувати», — пояснював Дюваль.
Коли робота над платівкою була закінчена, промосинглом було обрано пісню «A Looking in View» — важку семихвилинну композицію, яка відрізнялася від звичайного репертуару радіостанцій. За словами Джеррі Кантрелла, пісня була присвячена тому, «як легко загрузнути в рутині». У центрі композиції — людина, яка залишається на тому самому місці, попри те, що ніщо не заважає їй вийти звідти, переступити через себе або вирости. «Ніби ти знаходишся в камері із незачиненими дверима», — пояснював Кантрелл.

## Випуск пісні
У середині червня 2009 року на сайті Alice in Chains був опублікований фрагмент відеокліпу на пісню, а 30 червня «A Looking in View» з'явилася у продажу на платформах iTunes і Amazon. 7 липня повний відеокліп був розміщений на сайті гурту.
Дебютне виконання «A Looking in View» відбулося 18 липня 2009 року на стадіоні «Комерика-Парк» у Детройті, де Alice in Chains виступали як спеціальні гості на концерті Кід Рока.
«A Looking in View» вперше з'явилася в чартах Billboard Active Rock і Mainstream Rock 18 липня 2009 року. 22 серпня пісня досягла найвищої позиції у чарті Mainstream Rock, посівши 12 місце. Усього композиція провела в хіт-параді 10 тижнів.

## Відеокліп
Головними героями відеокліпу на пісню «A Looking in View» стали кілька людей, які знаходяться у власних кімнатах. Парубок виконує монотонну роботу зі збирання складного годинникового механізму, згадуючи про епізоди з власного дитинства. Дівчина стоїть біля дзеркала у ванній кімнаті, але бачить себе у відображенні не такою, якою є насправді. Доросла набожна людина відчуває хтиві бажання. Наприкінці відеокліпу кожен з них встає і відчиняє двері з кімнати, в якій знаходиться.
Режисером відео став Стівен Шустер. За його словами, гурт прагнув створити короткометражний фільм, показавши внутрішню боротьбу людей із власними психологічними проблемами й те, як вони можуть звільнити себе.

## Критичні відгуки
На сайті Blabbermouth відзначили важкі гітарні рифи Джеррі Кантрелла та епічний приспів, що зближував композицію з класичною творчістю Alice in Chains. Такої ж думки дотримувалися оглядачі сайтів Drowned in Sound («так само добре, як і все записане до цього»), Consequence of Sound («епічна семихвилинна подорож, що методично змушує слухача підкоритися»), а також у журналі Kerrang ! («Класичний, мелодійний хук, який є нагородою за терпіння»). На новозеландському сайті Stuff пісню порівняли з джем-сейшеном Stone Temple Pilots та Nirvana.

## Місця у чартах
| Хіт-парад (2009)                    | Найвища позиція |
| ----------------------------------- | --------------- |
| США (Mainstream Rock) (Billboard)   | 12              |
| США (Hot Rock Songs) (Billboard)    | 27              |
| США (Alternative Songs) (Billboard) | 38              |